# Coryphospingus
Genre
Le genre Coryphospingus regroupe deux espèces d'oiseaux appartenant à la famille des Thraupidae. Araguira est le nom français que la nomenclature aviaire en langue française (mise à jour) a donné à ces 2 espèces.

## Liste d'espèces
D'après la classification de référence du Congrès ornithologique international (ordre phylogénique) :
- Coryphospingus pileatus (Wied-Neuwied, 1821) - Araguira gris
- Coryphospingus cucullatus (Statius Muller, 1776) - Araguira rougeâtre